# Mr Gay India
Mr Gay India (tên trước đây là Mr Gay World India) là cuộc thi sắc đẹp quốc gia nhằm chọn ra người chiến thắng để đại diện cho Ấn Độ tại các cuộc thi sắc đẹp dành cho người đồng tính trên toàn cầu, bao gồm cả cuộc thi Mr Gay World thường niên.  Giám đốc Quốc gia và Nhà sản xuất của tổ chức này là giám đốc của Mist LGBTQ Foundation, Sriram Sridhar.

## Đại diện Ấn Độ tại các cuộc thi sắc đẹp quốc tế

### Mr Gay World
Chú thích màu
- : Nam vương
- : Á vương
- : Top chung kết
- : Top bán chung kết
- : Được giải thưởng đặc biệt

| Năm         | Đại diện           | Thứ hạng       | Giải thưởng đặc biệt                                                         | T.k.  |
| ----------- | ------------------ | -------------- | ---------------------------------------------------------------------------- | ----- |
| 2011        | Raul Patil         | Không đạt giải |                                                                              |       |
| 2013        | Nolan Lewis        | Top 10         |                                                                              | [ 2 ] |
| 2014        | Sushant Divgikar   | Top 10         | 4 - - Mister Congeniality - Mister Art - People's Choice Award - Team Sports |       |
| 2016        | Anwesh Sahoo       | Top 12         |                                                                              | [ 3 ] |
| 2017        | Darshan Mandhana   | Top 10         |                                                                              |       |
| 2018        | Samarpan Maiti     | Á vương 2      |                                                                              | [ 4 ] |
| 2019        | Suresh Ramdas      | Không đạt giải |                                                                              | [ 5 ] |
| Online 2020 | Shyam Konnur       | Không đạt giải |                                                                              |       |
| 2023        | Vishal Pinjani     | Top 5          |                                                                              |       |
| 2024        | Mayur Saroj Rajput | Không đạt giải |                                                                              |       |

### Mr Gay Universe
Chú thích màu
- : Nam vương
- : Á vương
- : Top chung kết
- : Top bán chung kết
- : Được giải thưởng đặc biệt

| Năm  | Đại diện    | Thứ hạng |
| ---- | ----------- | -------- |
| 2025 | Bhavin Gala |          |

### International Mr Gay
Chú thích màu
- : Nam vương
- : Á vương
- : Top chung kết
- : Top bán chung kết
- : Được giải thưởng đặc biệt

| Năm  | Đại diện     | Thứ hạng       |
| ---- | ------------ | -------------- |
| 2008 | Zoltan Parag | Không đạt giải |

## Các lần tổ chức Mr Gay India

### 2016
Mr Gay World India 2016 là cuộc thi sắc đẹp có 3 thí sinh dự thi, Anwesh Sahoo đến từ Odisha đăng quang ngôi vị Mr Gay World India.

Mr Gay World India 2016 Anwesh Sahoo trên ảnh bìa tạp chí Pink Pages.

Kết quả
| Hạng                        | Thí sinh                         |
| --------------------------- | -------------------------------- |
| Mister Gay World India 2016 | - Odisha – Anwesh Sahoo          |
| Á vương 1                   | - Maharashtra – Darshan Mandhana |
| Á vương 2                   | - Abhijeet Thakur                |

### 2017
Mr Gay World India 2017 là cuộc thi sắc đẹp có 3 thí sinh dự thi, Darshan Mandhana đến từ Maharashtra đăng quang ngôi vị Mr Gay World India.
Kết quả
| Hạng                    | Thí sinh                         |
| ----------------------- | -------------------------------- |
| Mr Gay World India 2017 | - Maharashtra – Darshan Mandhana |
| Á vương 1               | - Rohan Pujari                   |
| Á vương 2               | - Saiganesh Krishnamoorthy       |

### 2018
Mr Gay World India 2018 là cuộc thi sắc đẹp được tổ chức tại Kitty Su, The Lalit, Mumbai vào ngày 13 tháng 1 năm 2018. Có 5 thí sinh dự thi, Samarpan Maiti đến từ Maharashtra đăng quang ngôi vị Mr Gay World India.
Kết quả
| Hạng                        | Thí sinh                       |
| --------------------------- | ------------------------------ |
| Mister Gay World India 2018 | - Maharashtra – Samarpan Maiti |
| Á vương 1                   | - Ashish Chopra                |
| Á vương 2                   | - Debendra Saniyal             |
| Á vương 3                   | - Chirag Gosar                 |
| Á vương 4                   | - Amitabh Das                  |

### 2019
Mr Gay India 2019 là cuộc thi sắc đẹp được tổ chức tại The Lalit, Mumbai vào ngày 24 tháng 1 năm 2019. Có 7 thí sinh dự thi, Suresh Ramdas đến từ Karnataka đăng quang ngôi vị Mr Gay India.
Kết quả
| Hạng                  | Thí sinh                    |
| --------------------- | --------------------------- |
| Mister Gay India 2019 | - Karnataka – Suresh Ramdas |
| Á vương               | - Arjun Das - Varun Shinde  |

### 2020
Mr Gay India 2020 là cuộc thi sắc đẹp được tổ chức tại The Lalit, Mumbai vào ngày 25 tháng 1 năm 2020. Có 6 thí sinh dự thi, Shyam Konnur đến từ Maharashtra đăng quang ngôi vị Mr Gay India.
Kết quả
| Hạng                  | Thí sinh                     |
| --------------------- | ---------------------------- |
| Mister Gay India 2020 | - Maharashtra – Shyam Konnur |
| Á vương 1             | - Harsh Agarwal              |
| Á vương 2             | - Zubair Kalsia              |
| Á vương 3             | - Anil Prajapati             |
| Á vương 4             | - Hiten Noonwal              |

### 2023
Mr Gay India 2023 là cuộc thi sắc đẹp được tổ chức tại Radisson Blu Pune Kharadi vào ngày 5 tháng 10 năm 2023. Có 4 thí sinh dự thi, Vishal Pinjani đến từ Maharashtra đăng quang ngôi vị Mr Gay India.
Kết quả
| Hạng                  | Thí sinh                       |
| --------------------- | ------------------------------ |
| Mister Gay India 2023 | - Maharashtra – Vishal Pinjani |
| Á vương               | - Kerala – Abishek Jayadeep    |

Các thí sinh
| Thí sinh         | Quê quán    |
| ---------------- | ----------- |
| Abishek Jayadeep | Kerala      |
| Patruni Sastry   | Telangana   |
| Sunil Suseelan   | Maharashtra |
| Vishal Pinjani   | Maharashtra |

### 2024
Mr Gay India 2024 là cuộc thi sắc đẹp được tổ chức tại Sutra, The Lalit Ashok, Bangaluru vào ngày 13 tháng 4 năm 2024. Có 9 thí sinh dự thi, Pratik Jangada đến từ Maharashtra đăng quang ngôi vị Mr Gay India.
Ashish Chopra ban đầu là Á vương 1 nhưng bị phế truất do gian lận, còn Nam vương Pratik Jangada từ bỏ danh hiệu vì lý do cá nhân và trao cho Á vương 2 Fridaus Mayur Saroj Rajput tiếp quản. Vị trí danh hiệu Á vương 1 & 2 được sắp xếp lại và trao cho Nishant Ranjan Á vương 1, Bhavin Gala Á vương 2.
Kết quả
| Hạng                  | Thí sinh                                      | Thí sinh                                      |
| Hạng                  | Trước                                         | Sau                                           |
| --------------------- | --------------------------------------------- | --------------------------------------------- |
| Mister Gay India 2024 | - Maharashtra – Pratik Jangada                | - Madhya Pradesh – Fridaus Mayur Saroj Rajput |
| Á vương 1             | - Maharashtra – Ashish Chopra                 | - Jharkhand – Nishant Ranjan                  |
| Á vương 2             | - Madhya Pradesh – Fridaus Mayur Saroj Rajput | - Goa – Bhavin Gala                           |

Các thí sinh
| SBD | Thí sinh                   | Quê quán       |
| --- | -------------------------- | -------------- |
| 01  | Nishant Ranjan             | Jharkhand      |
| 02  | Remant Mishra              | Bihar          |
| 03  | Shino                      | Kerala         |
| 04  | Fridaus Mayur Saroj Rajput | Madhya Pradesh |
| 05  | Sandeep                    | Delhi          |
| 06  | Bhavin Gala                | Goa            |
| 07  | Freddy                     | Karnataka      |
| 08  | Ashish Chopra              | Maharashtra    |
| 09  | Pratik Jangada             | Maharashtra    |

### 2025
Mr Gay India 2025 là cuộc thi sắc đẹp được tổ chức tại Goa.